# Собор святого Андрея (Бордо)
Собор Святого Андрея в Бордо (фр. Cathédrale Saint-André de Bordeaux) — кафедральный собор в готическом стиле, расположенный во французском городе Бордо. Является одной из главных достопримечательностей и самым значимым религиозным сооружением города. С 1998 года входит в список Всемирного наследия, поскольку расположен на французском участке пути Святого Иакова.

## История
С момента распространения христианства в Аквитании на этом месте располагалось несколько церквей, посвященных апостолу Андрею Первозванному. Предположительно, уже в III веке существовало святилище на этом месте. Однако первые летописные упоминания о церкви святого Андрея датируются 814 годом во время правления каролингской династии. Эта церковь была разрушена в ходе вторжения норманнских племен, и в XI веке начато строительство нового большого собора.
Первоначально собор был построен в романском стиле в конце XI века и освящен в 1096 году папой Урбаном II. Он был спроектирован в форме латинского креста с единственным нефом длиной 124 метра. Планировалось также построить четыре колокольни, но в итоге со шпилями построили только две. Строительство двух оставшихся было прекращено. Своим довольно массивным внешним видом собор обязан укреплениям, с помощью которых его пришлось строить, поскольку он расположен на болотистой почве. В 1137 году собор Святого Андрея стал местом свадьбы Алиеноры Аквитанской и будущего короля Франции Людовика VII.
В XI и XII веках собору пришлось вести длительную конкуренцию с расположенной по соседству церковью Святого Северина за привлечение паломников, участвующих в паломничестве по пути святого Иакова. У церкви святого Северина было то, чего не было в соборе Бордо: части мощей спутников святого Иакова, а также олифант или охотничий рог Роланда, помещенный туда Карлом Великим. Однако постепенно Сен-Андре приобрел влияние и стал ведущим собором Аквитании.

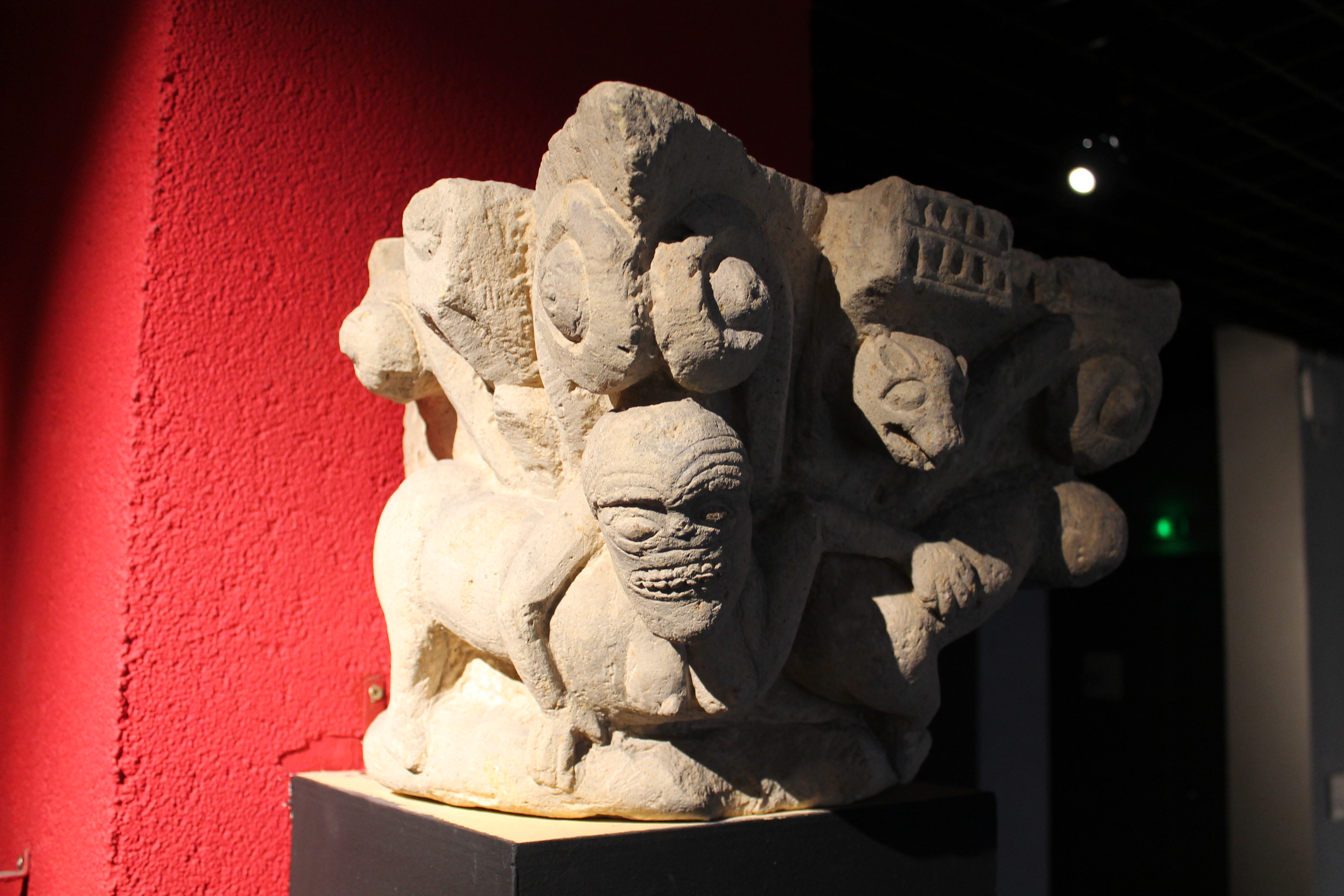
Капитель в романском стиле от старого собора

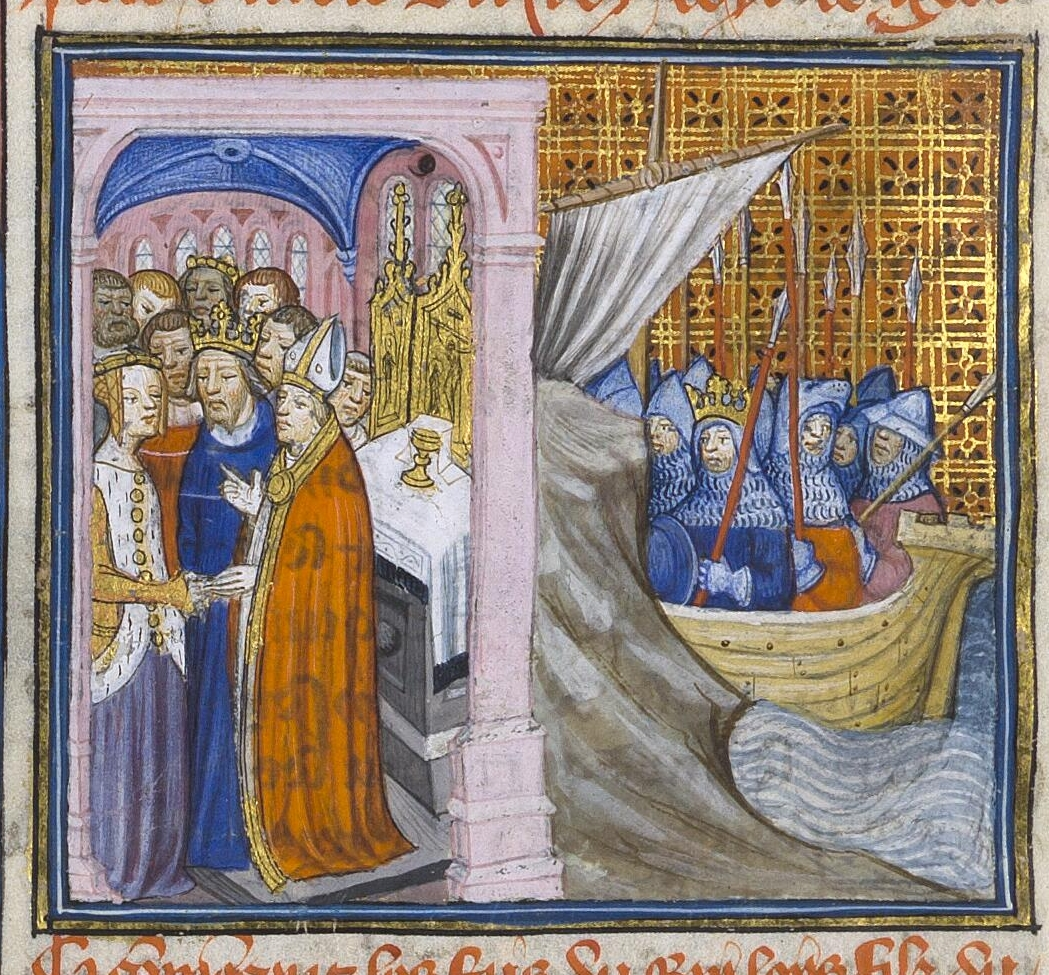
Свадьба Людовика VII и Алиеноры Аквитанской (1137 г.)

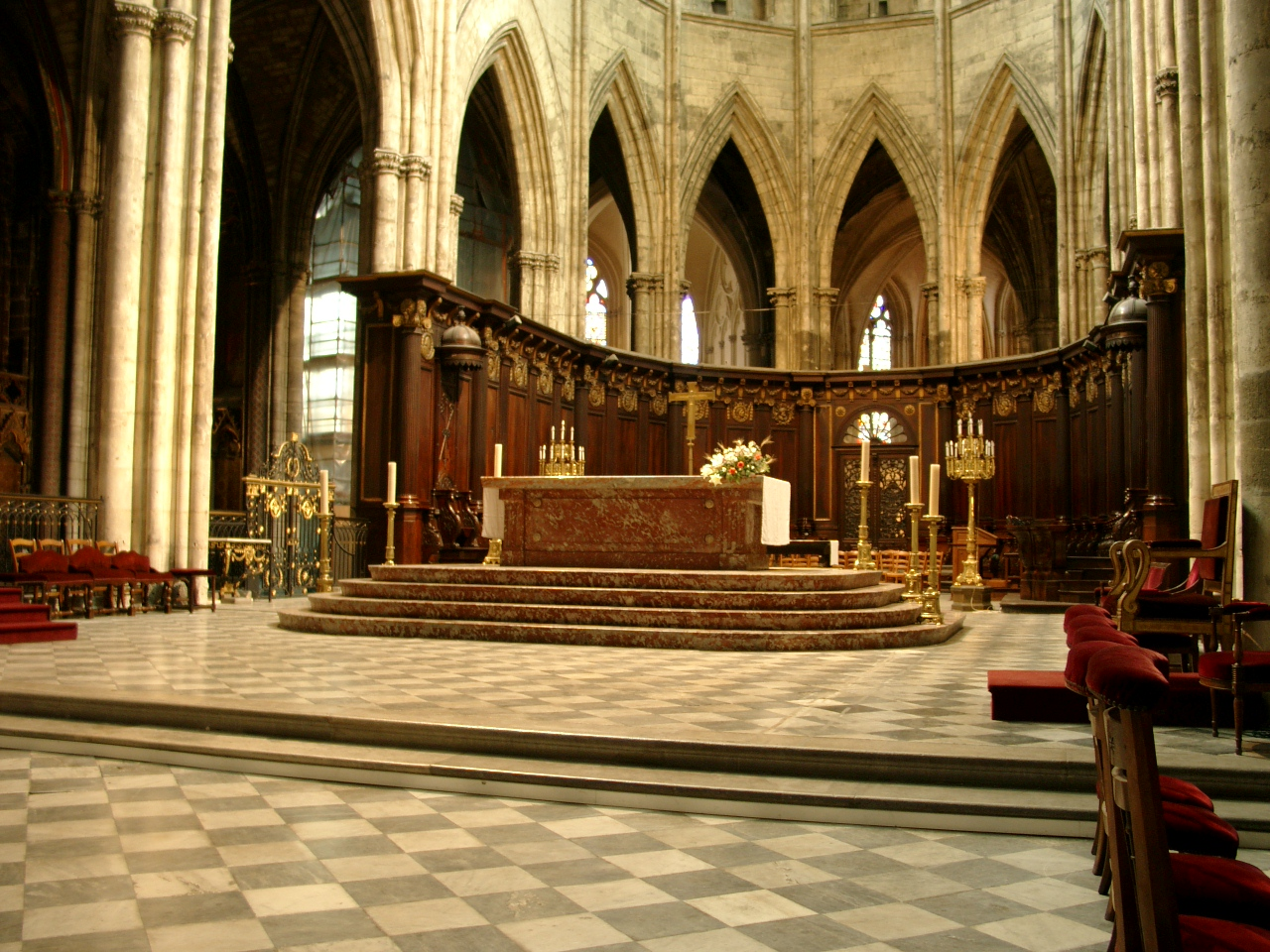
Соборный хор

Из первоначальной романской постройки XI века сохранились только внутренние стены главного нефа. В течение XII и XIII веков собор был реконструирован. Нынешний неф в стиле анжуйской готики датируется XII веком, но был несколько видоизменен в XIII веке. Деамбулаторий, построенный около 1280 года, был соединен с нефом около 1330 года. Хор и апсиды были построены в XIV столетии. В это же время были возведены фасады рукавов трансепта.
В XVI веке к готической конструкции были добавлены декоративные элементы эпохи Возрождения, в том числе алтарная преграда между хором и нефом. Её убрали в 1806 году, однако некоторые её элементы и сейчас можно увидеть в органной галерее.

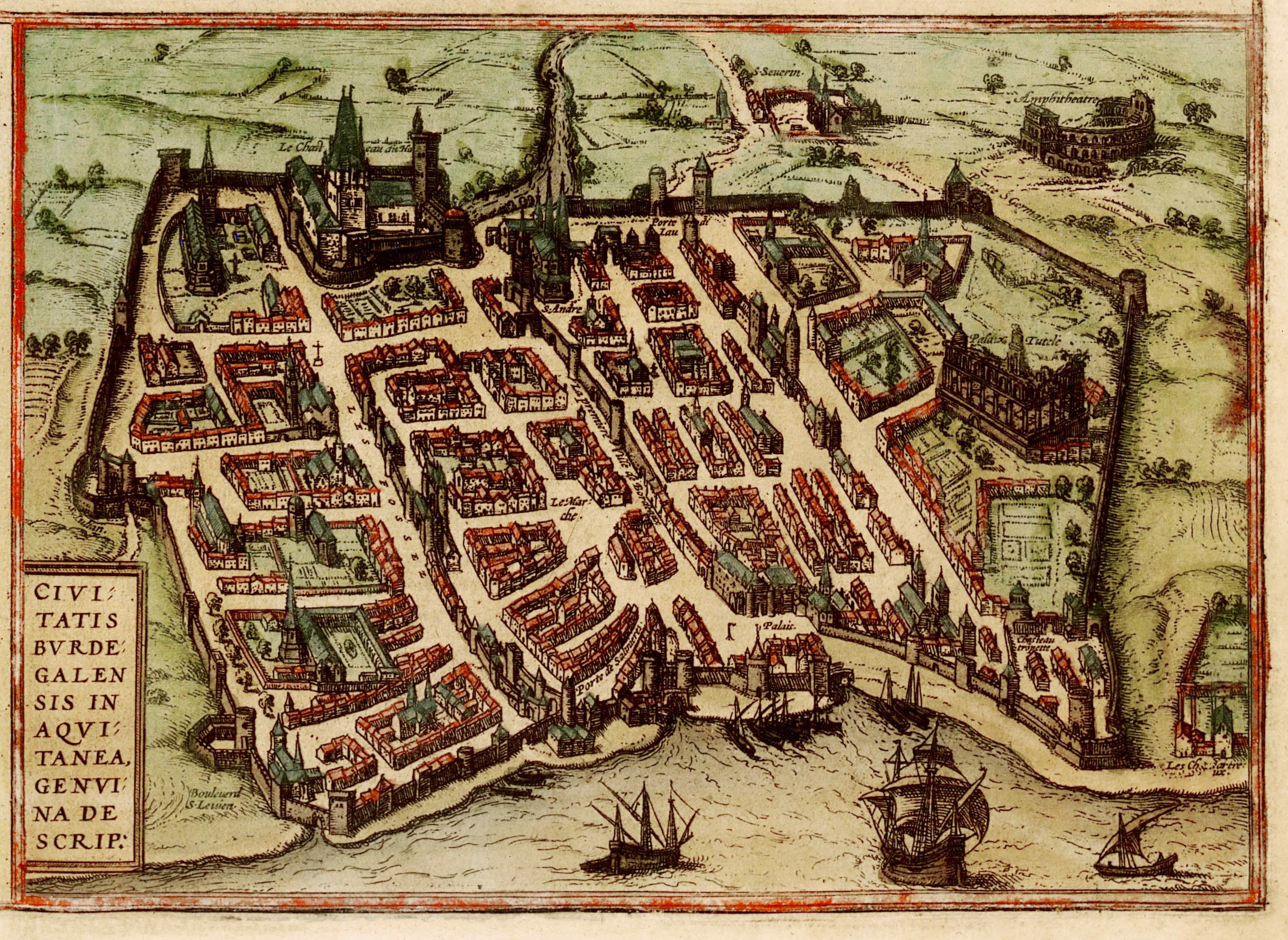
Карта Бордо XIV века. Собор святого Андрея виден вверху по центру неподалёку от более крупной конкурирующей с ним базилики святого Северина Бордосского.

В 1615 году в соборе состоялась королевская свадьба Людовика XIII и Анны Австрийской, дочери короля Испании Филиппа III и эрцгерцогини Австрийской, укрепившая союз между Испанией, Австрией и Францией. Их брак привел к рождению в 1638 году будущего короля Людовика XIV.
Рядом с Собором находится башня Пей-Берлан (Pey Berland), являющаяся колокольней. Она построена в XV веке по распоряжению архиепископа Бордо Пея Берлана, в честь которого и получила свое название. Она представляет собой высокую башню с контрфорсами, внешней галереей и восьмиугольной стрелой. Вершину венчает статуя Богоматери Аквитанской, сделанная в 1862 году и позже отреставрированная.
Английский путешественник и хронист Эндрю Бурд (Andrew Boorde), находившийся с визитом в Бордо, отметил в 1535 году, что «в соборе Святого Андрея находится самый красивый и самый большой орган во всем христианском мире».

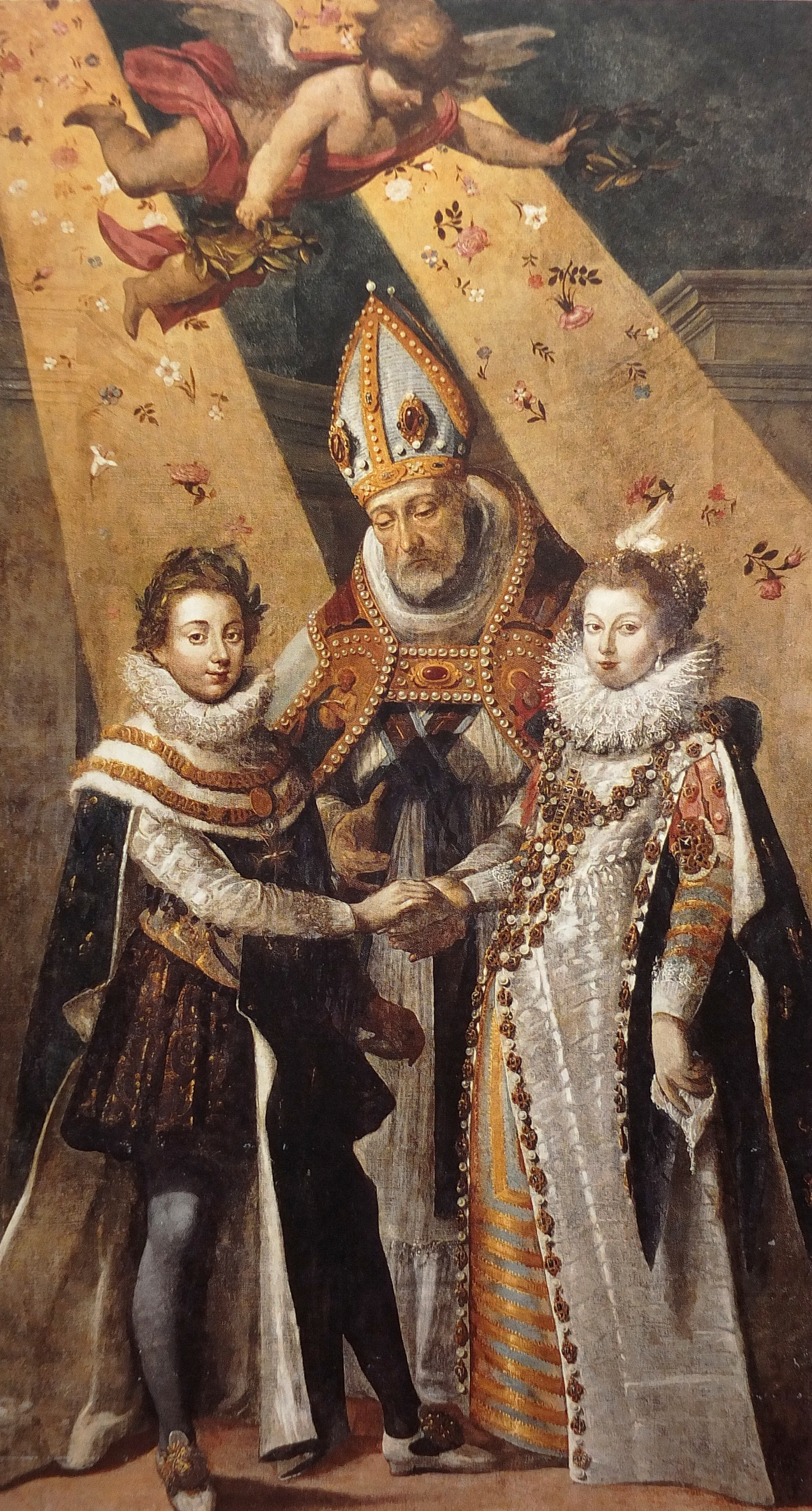
Свадьба Людовика XIII и Анны Австрийской (1615 г.)

Во время Французской революции убранство и многие декоративные элементы собора были вывезены или повреждены. В марте 1793 года здание было официально национализировано и превращено в сарай для корма военных лошадей. Неф использовался в 1797 году для политических собраний. Башне грозило разрушение, а большая часть убранства исчезла, когда здание наконец вернули церкви в 1798 году.
Длинная серия реконструкций началась в 1803 году и продолжалась на протяжении всего столетия. Самые амбициозные из них осуществил Поль Абади, наиболее известный как архитектор базилики Сакре-Кёр в Париже и ученик Эжена Виолле-ле-Дюка. Более поздние постройки перед северной стороной нефа в Бордо были демонтированы в 1866 году, что сделало эту часть собора более заметной. В 1862 году Абади предложил построить на месте старых монастырских помещений новые ризницы намного большего размера. Против его плана выступил археолог из Бордо Лео Друэн, который утверждал, что предложенные Абади изменения больше основаны на его собственных представлениях о готическом стиле, нежели на исторической реальности первоначального строения. Друэн настаивал на более строгом воссоздании средневекового стиля Бордо. Однако в конечном итоге версии Абади было отдано предпочтение.
Реставрация и реконструкция продолжались на протяжении всего XX века. Западные своды нефа были укреплены в период с 1907 по 1909 год; западный шпиль северного трансепта в 1943 году и восточная башня в 1958 году. Крыши деамбулатория и часовен были закончены в 1990 году, после чего были завершены работы над северо-западной часовней, ризницей и осевой часовней, а также фасадами трансепта. В 1997-98 годах стены северного портала были очищены от многовековой грязи и сажи с помощью лазеров.

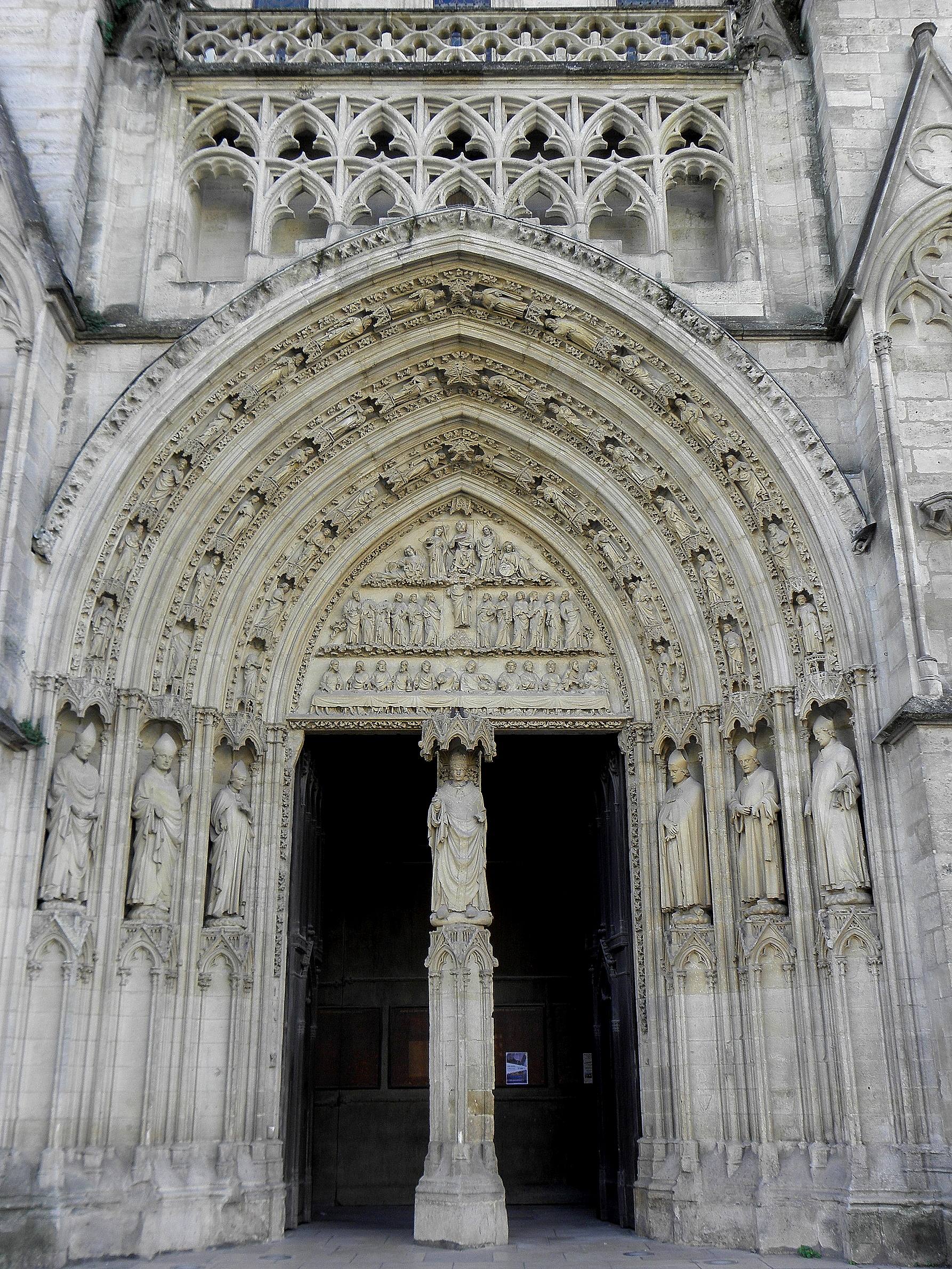
Северный портал собора святого Андрея

Главный орган собора расположен на галерее над входом западного фасада. Более ранний орган, изготовленный Домом Бедосом де Селлесом, находился на этом месте с 1811 по 1980 год, когда был возвращен в свой первоначальный храм в аббатстве Сен-Круа. Нынешний орган был установлен в 1982 году. Галерея, над которой он установлен, и стены по обе стороны от портала украшены исключительно изящными рельефными скульптурами, которые первоначально были частью старой алтарной преграды между хором и нефом. Они датируются периодом до 1544 года. Скульптура демонстрирует влияние итальянского живописца Россо Фьорентино, который незадолго до этого представил Франции стиль Возрождения в замке Фонтенбло.

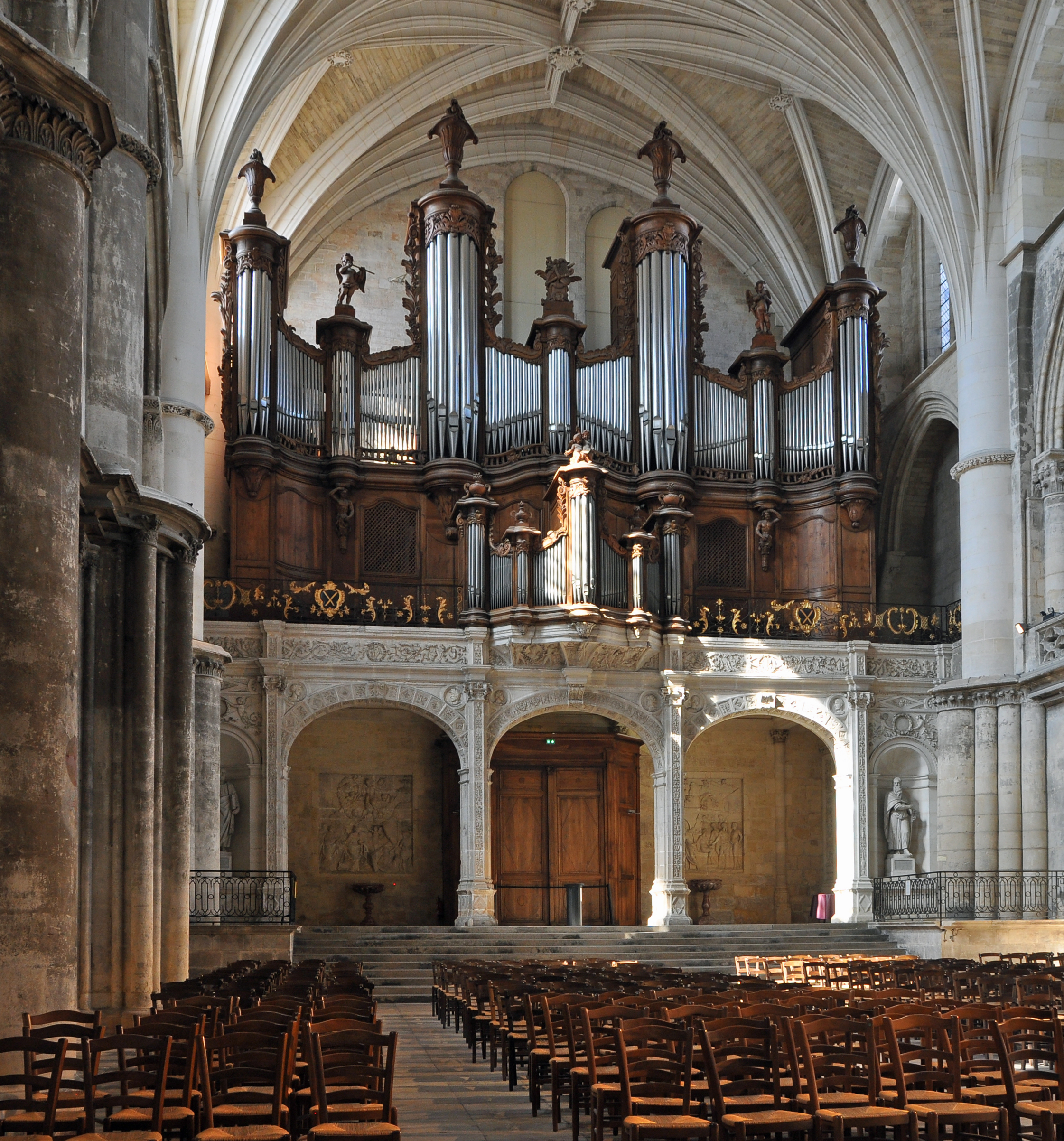
Главный орган и галерея со скульптурами

2 декабря 1998 года Генеральная ассамблея ЮНЕСКО, собравшаяся в Киото (Япония), одобрила предложение о включении французского участка пути Святого Иакова в Список всемирного наследия. Среди 71 памятника, встречающихся на маршруте паломников, 19 расположены в Аквитании и 3 из них — в Бордо:
- Собор Святого Андрея
- Базилика Святого Северина
- Базилика Святого Михаила

### Снаружи

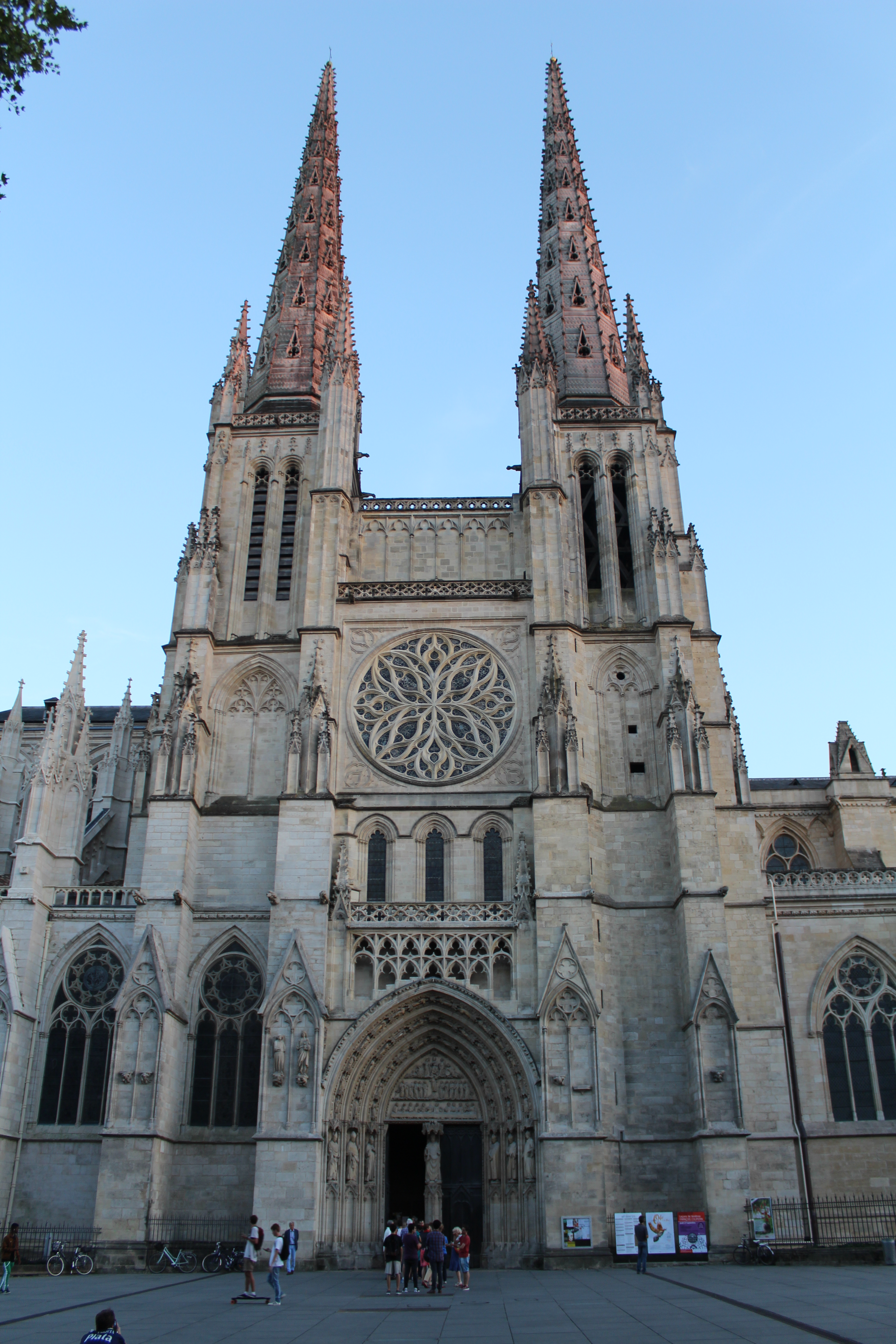
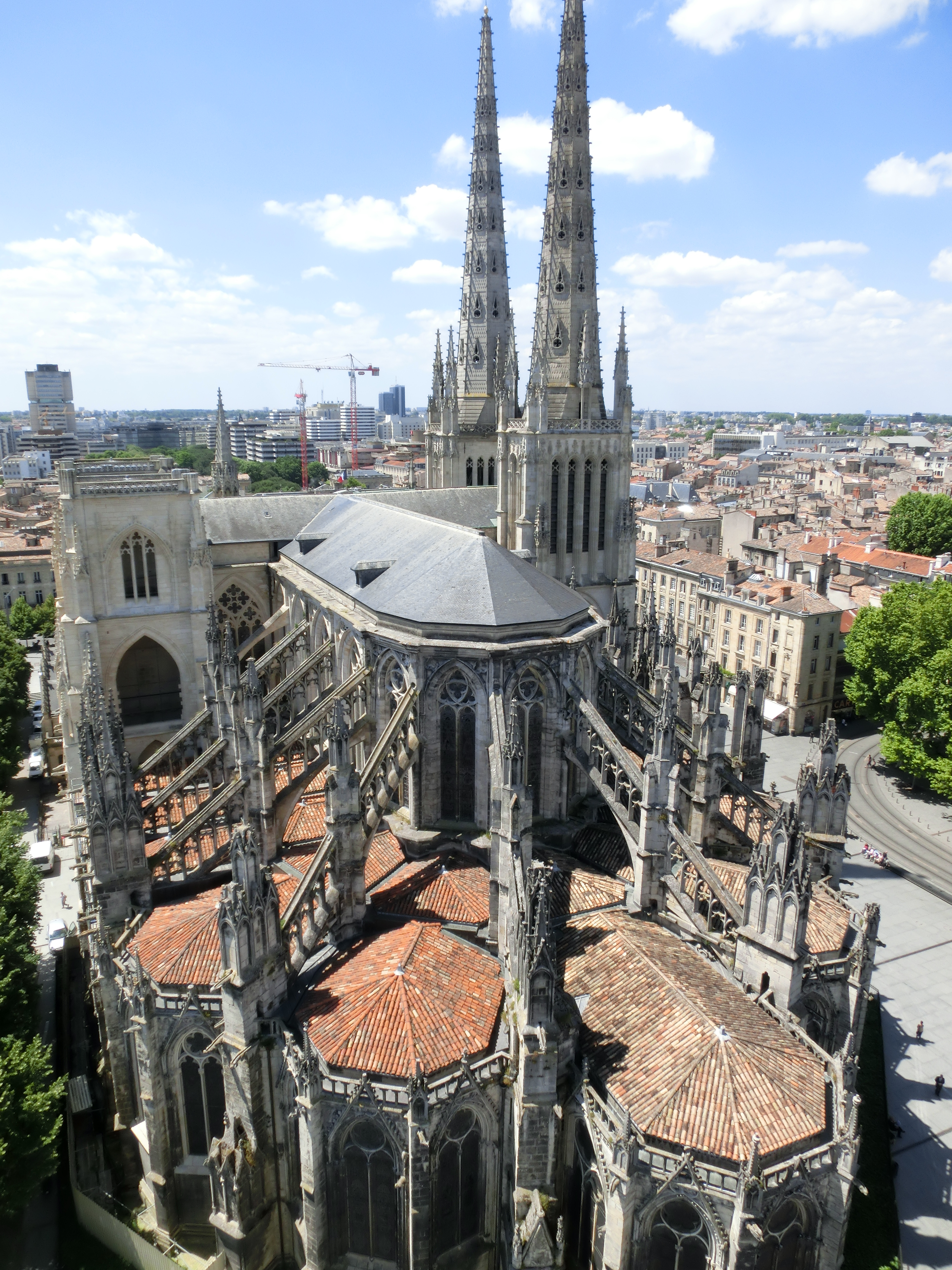
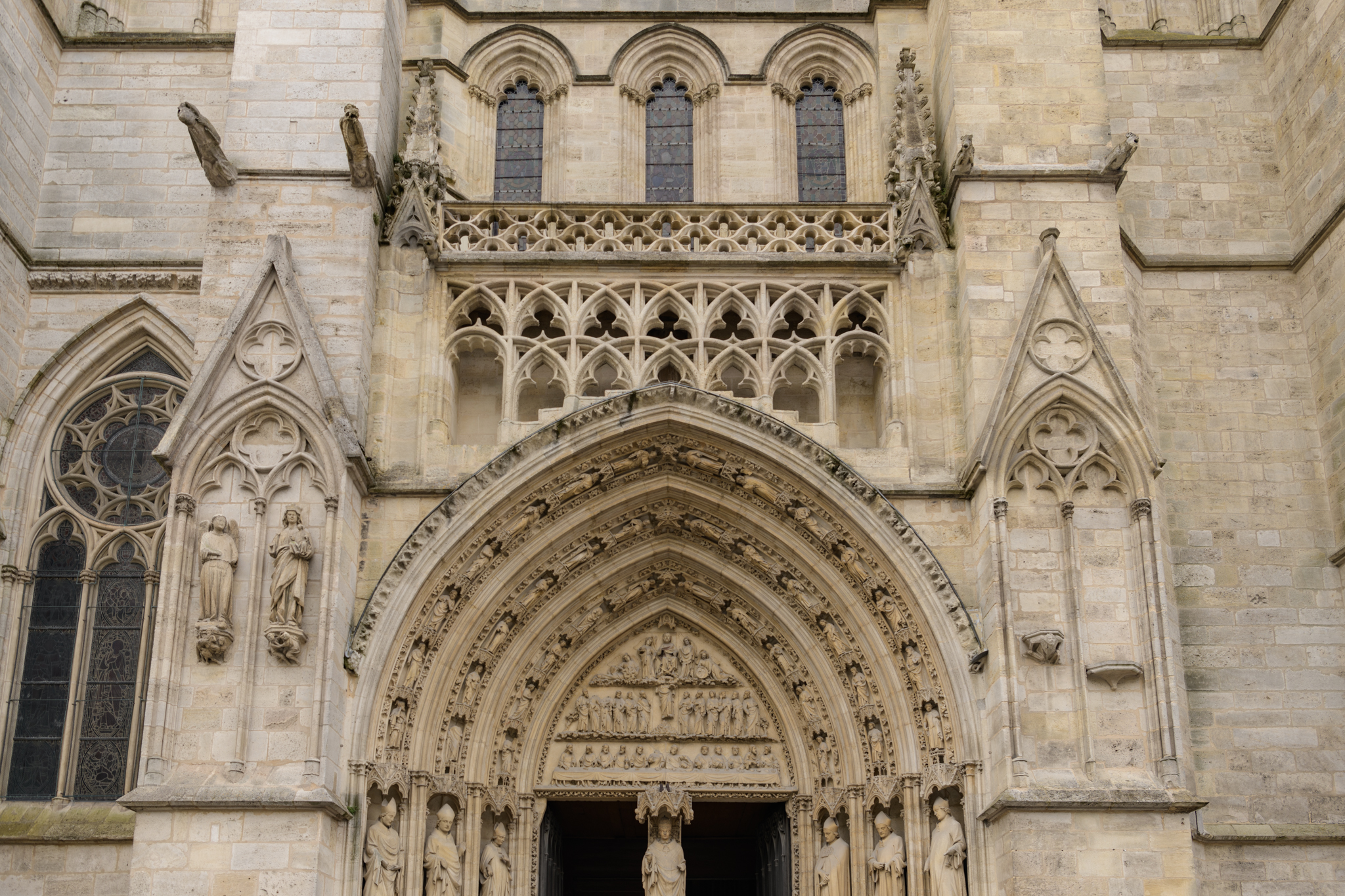
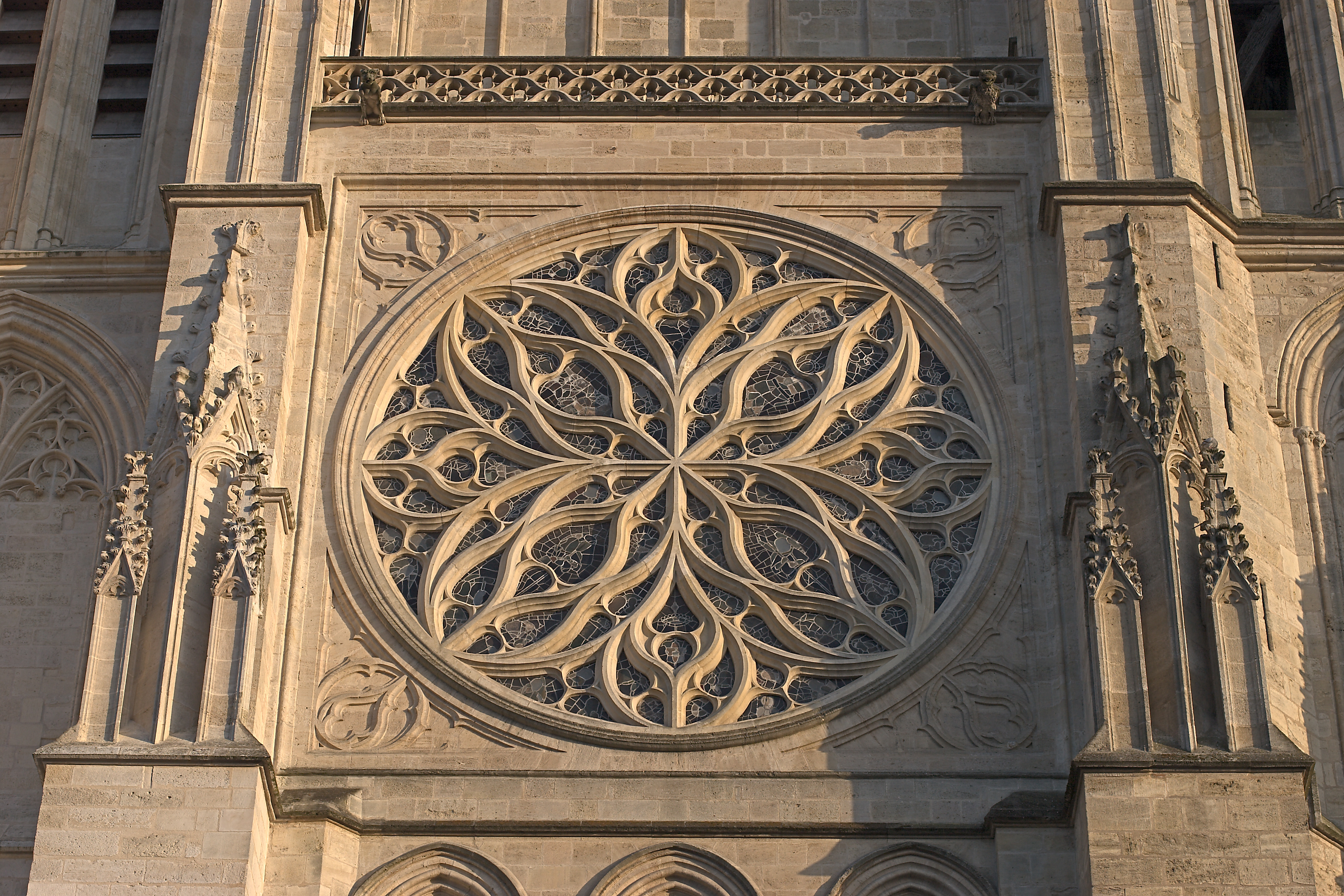
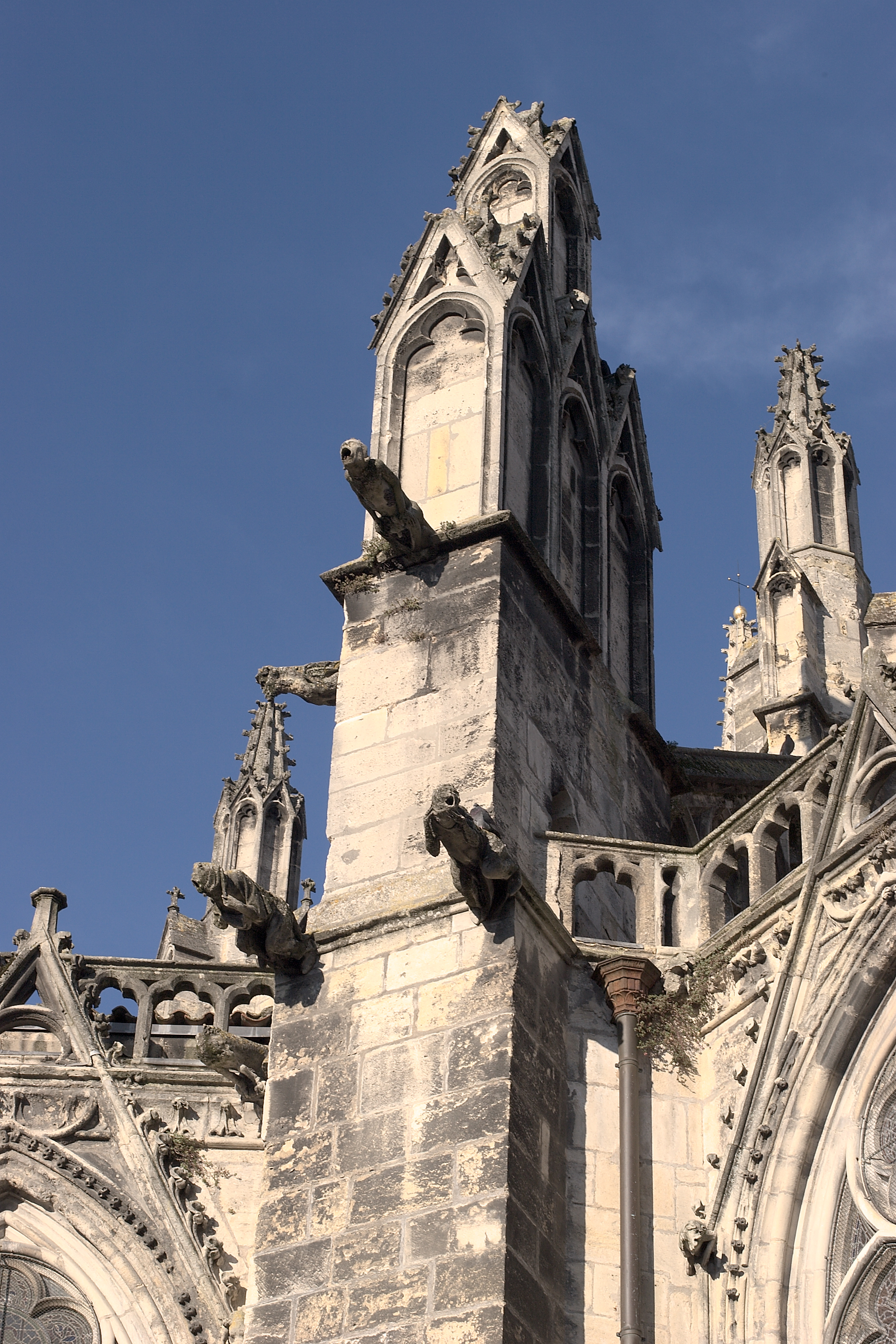

### Внутри

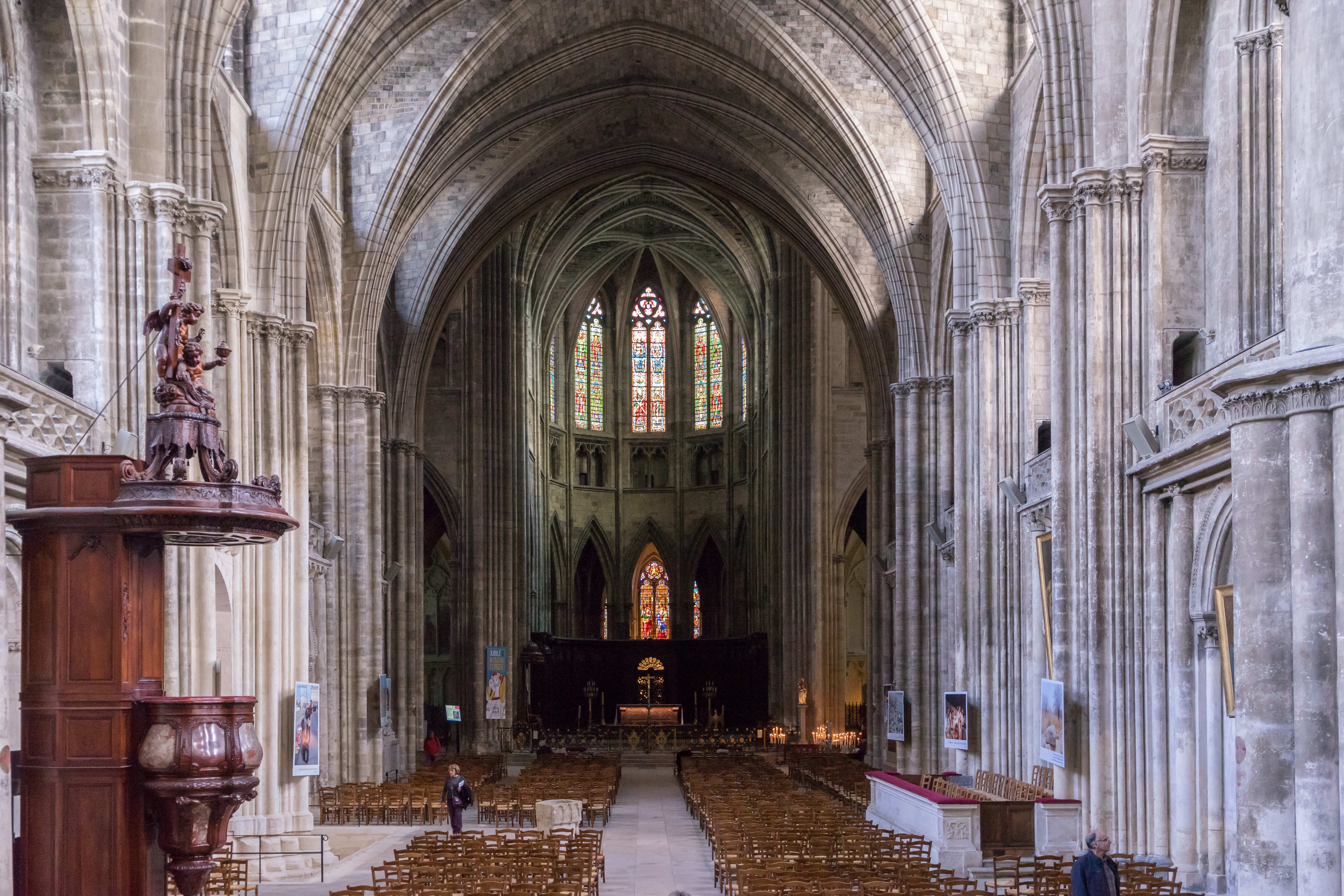
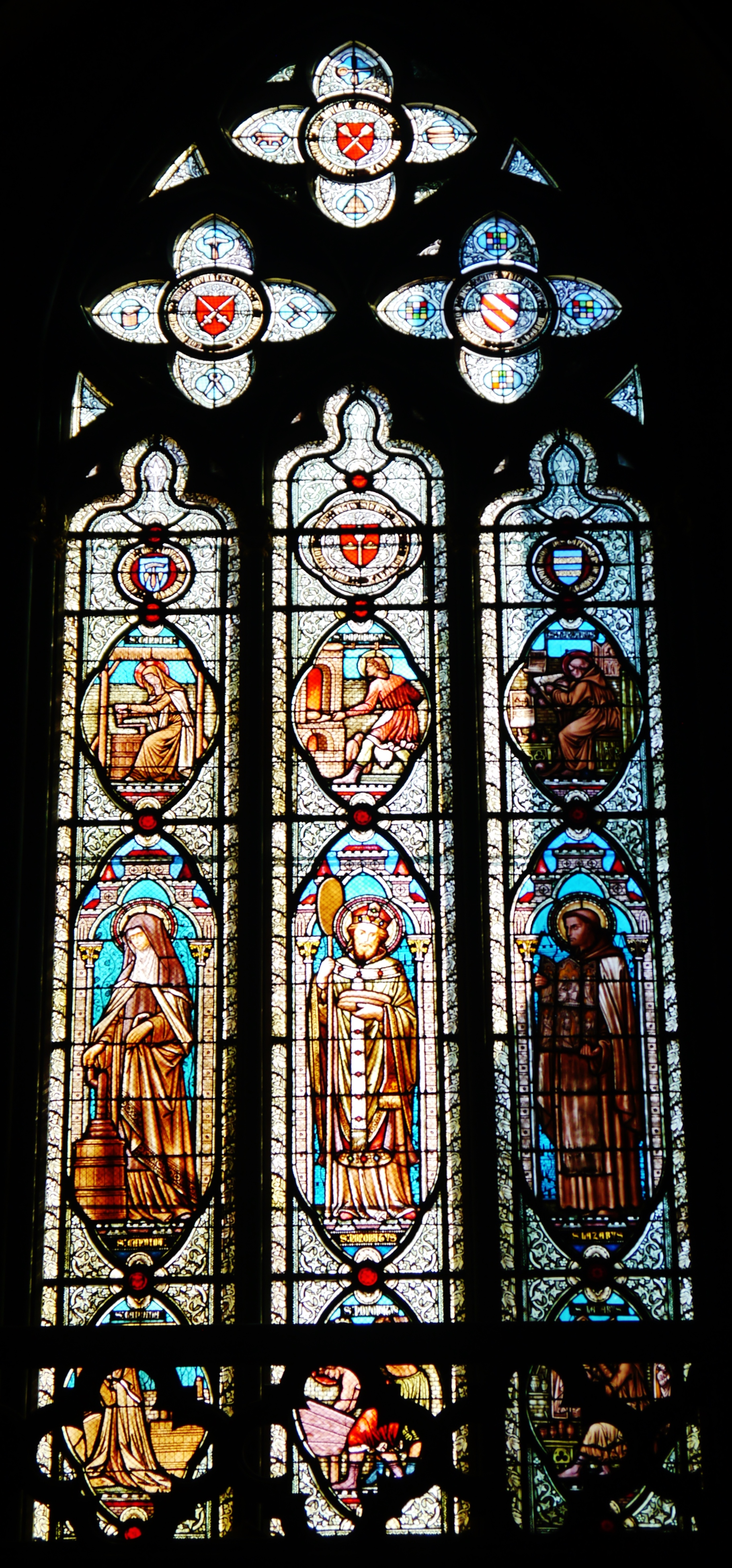
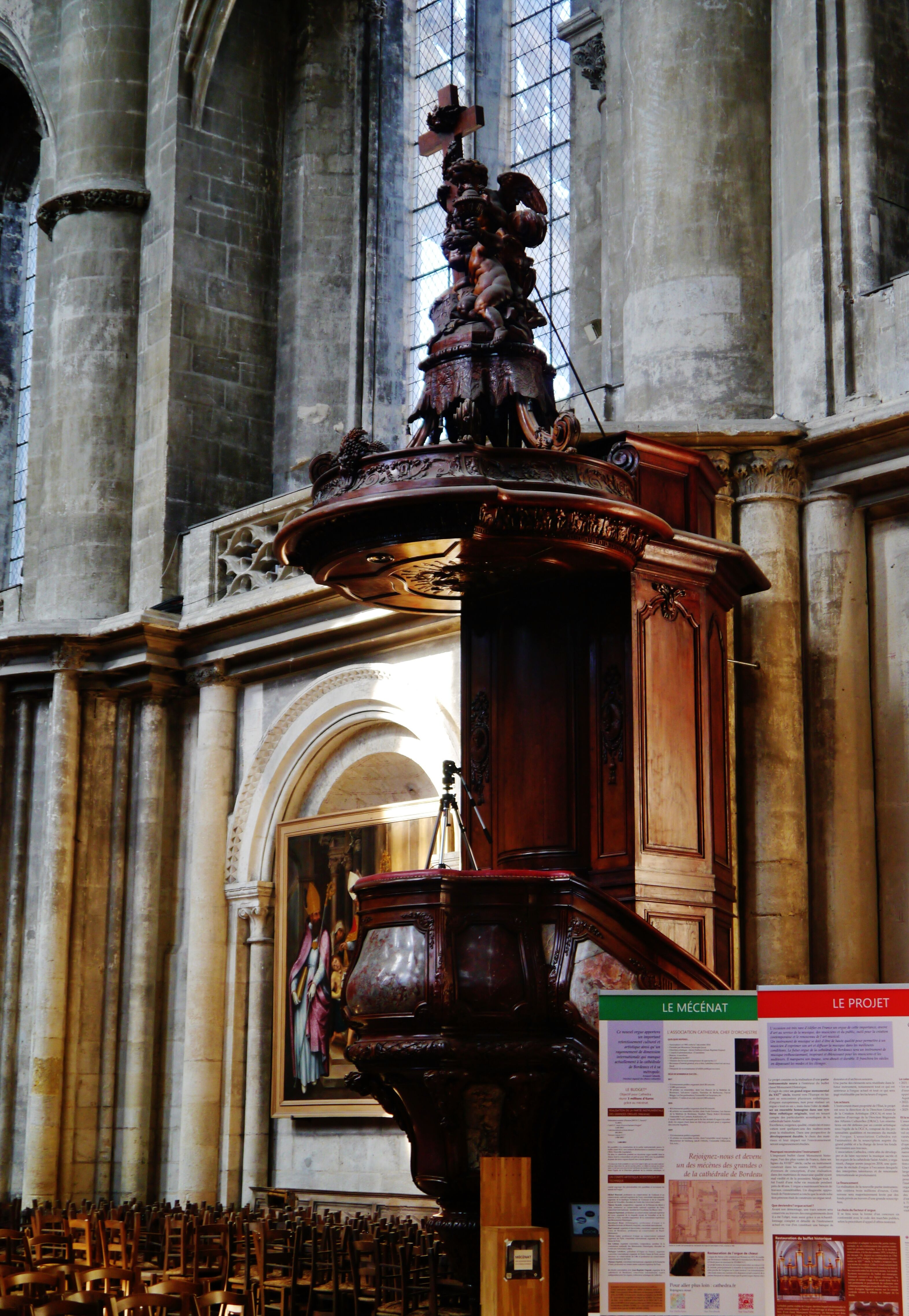
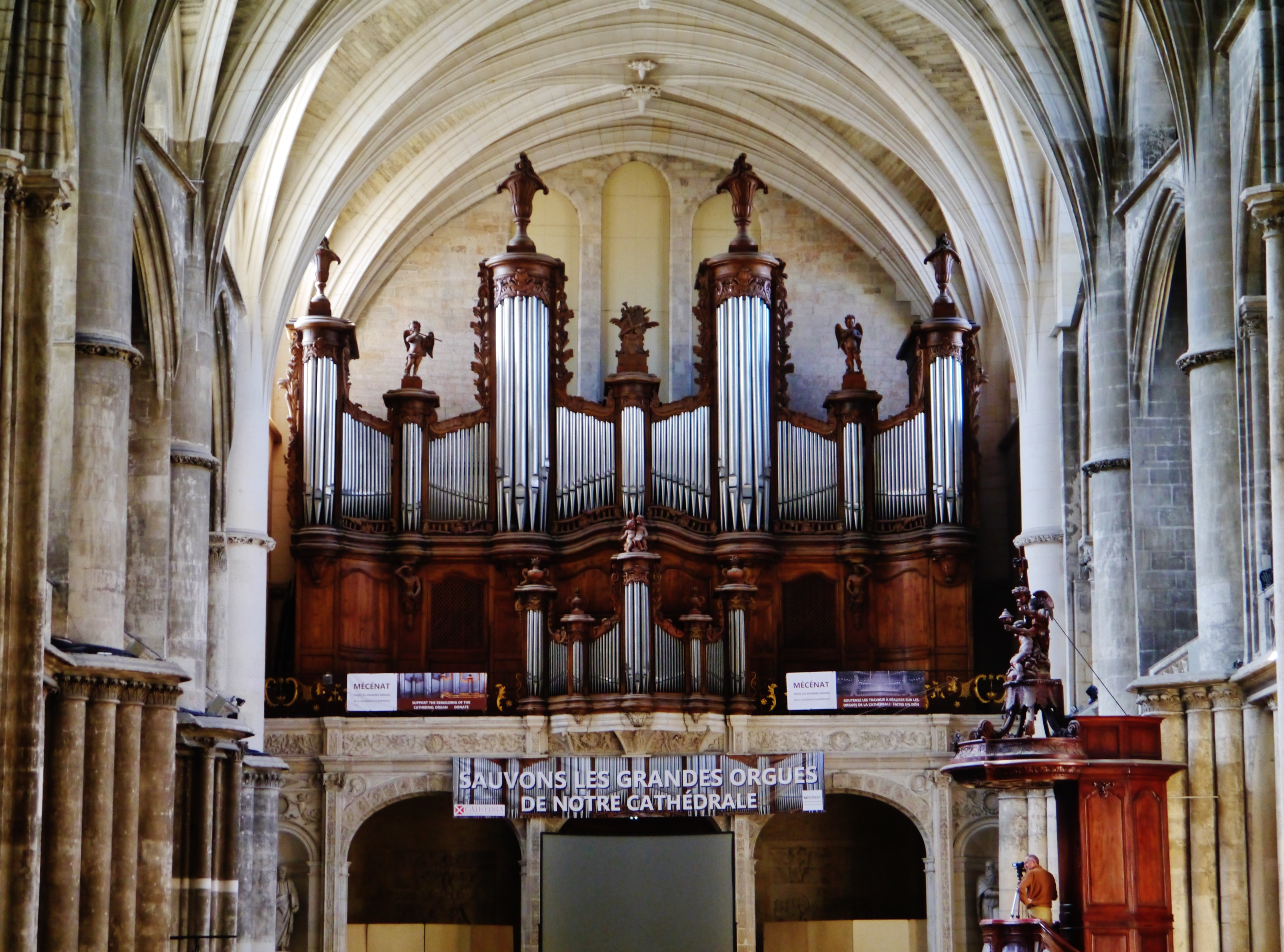

### Башня Пей-Берлан

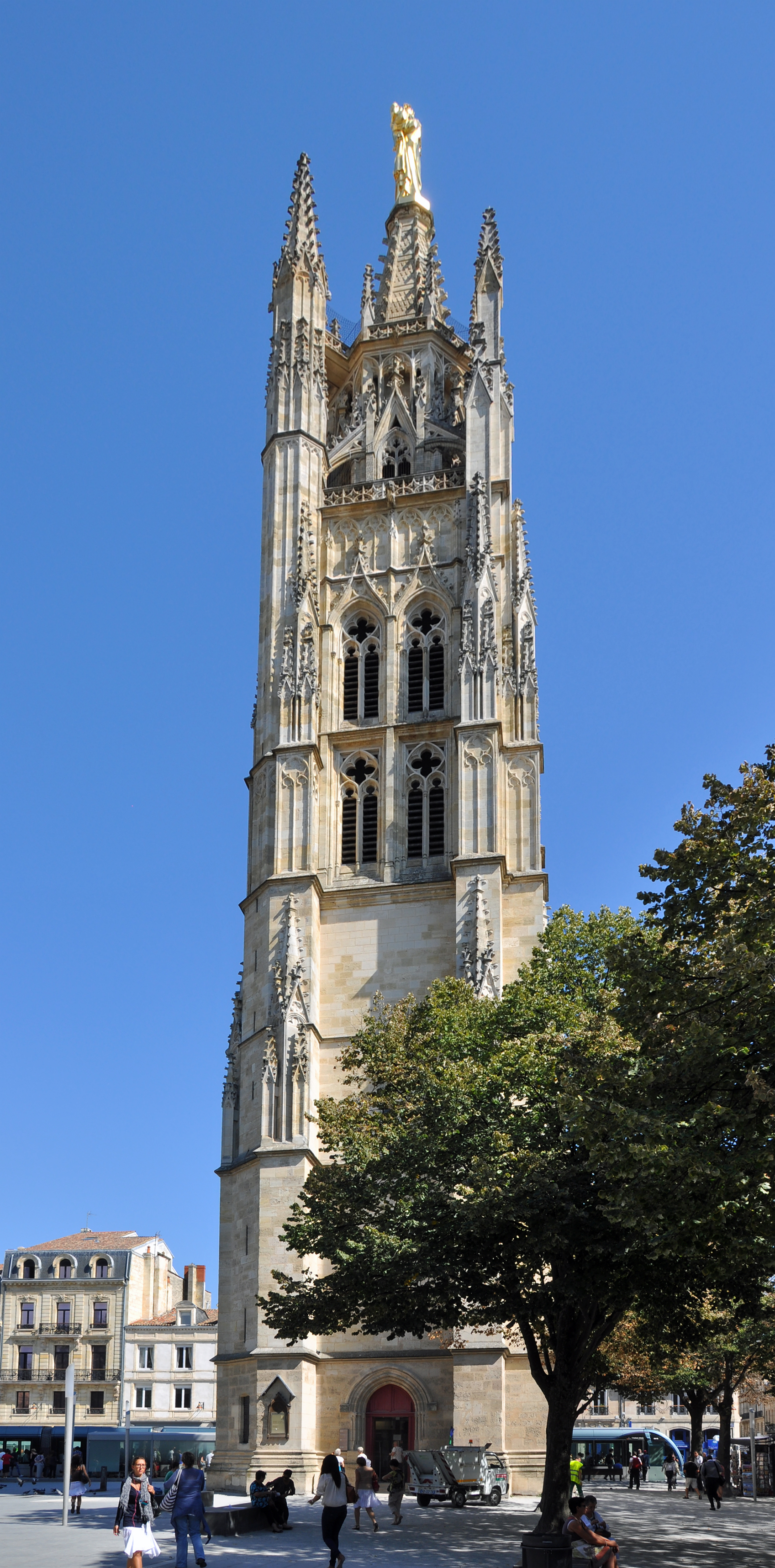
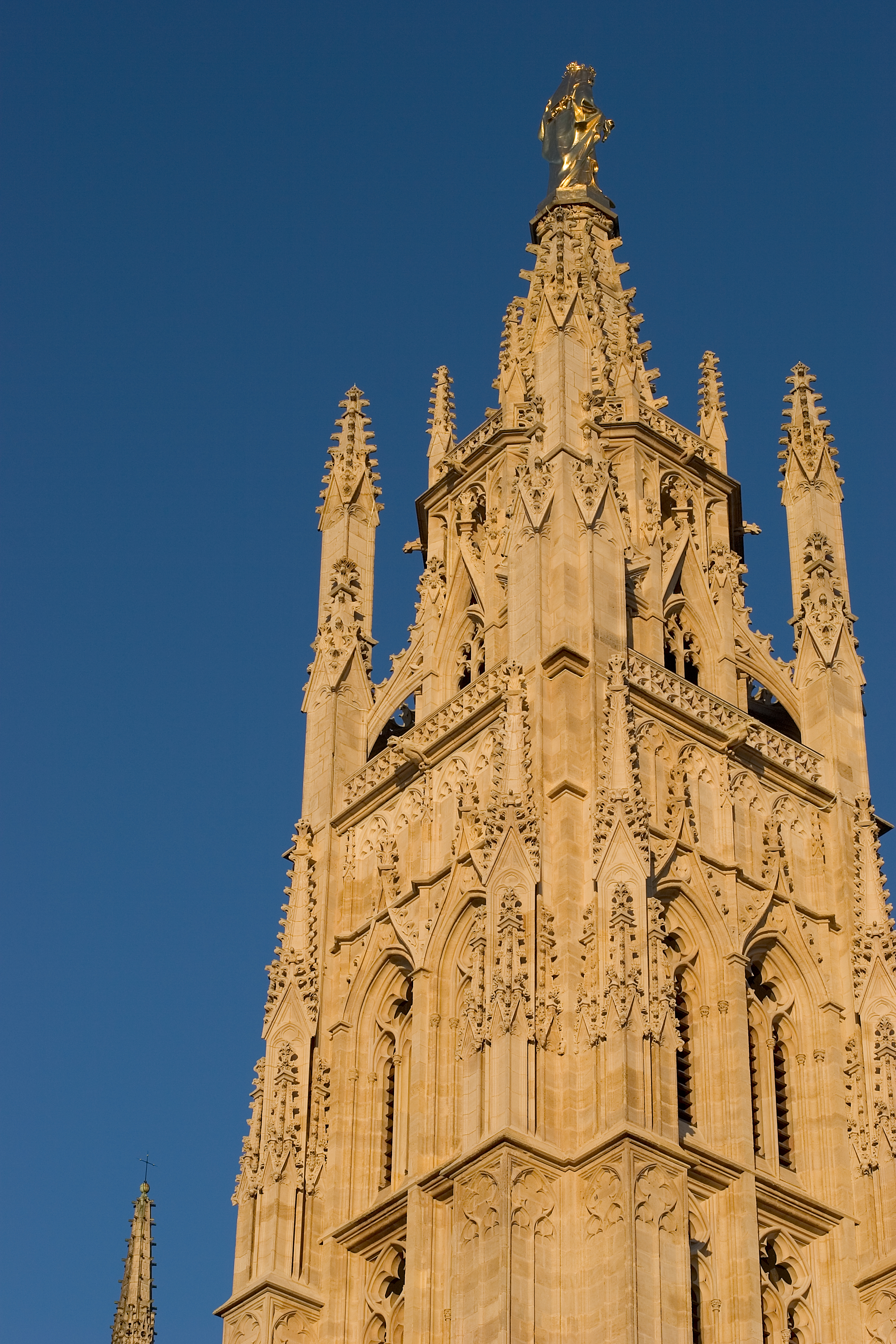
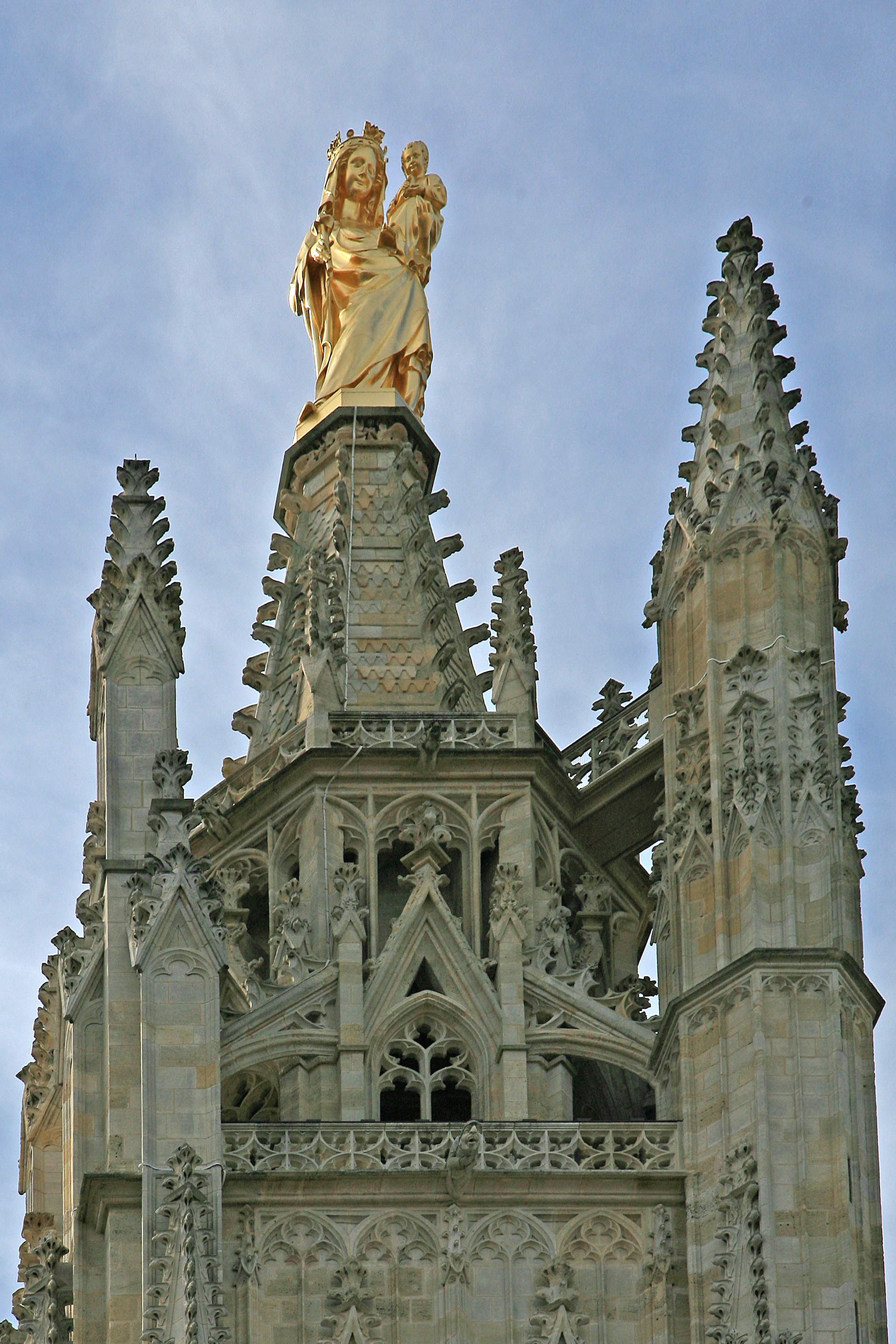
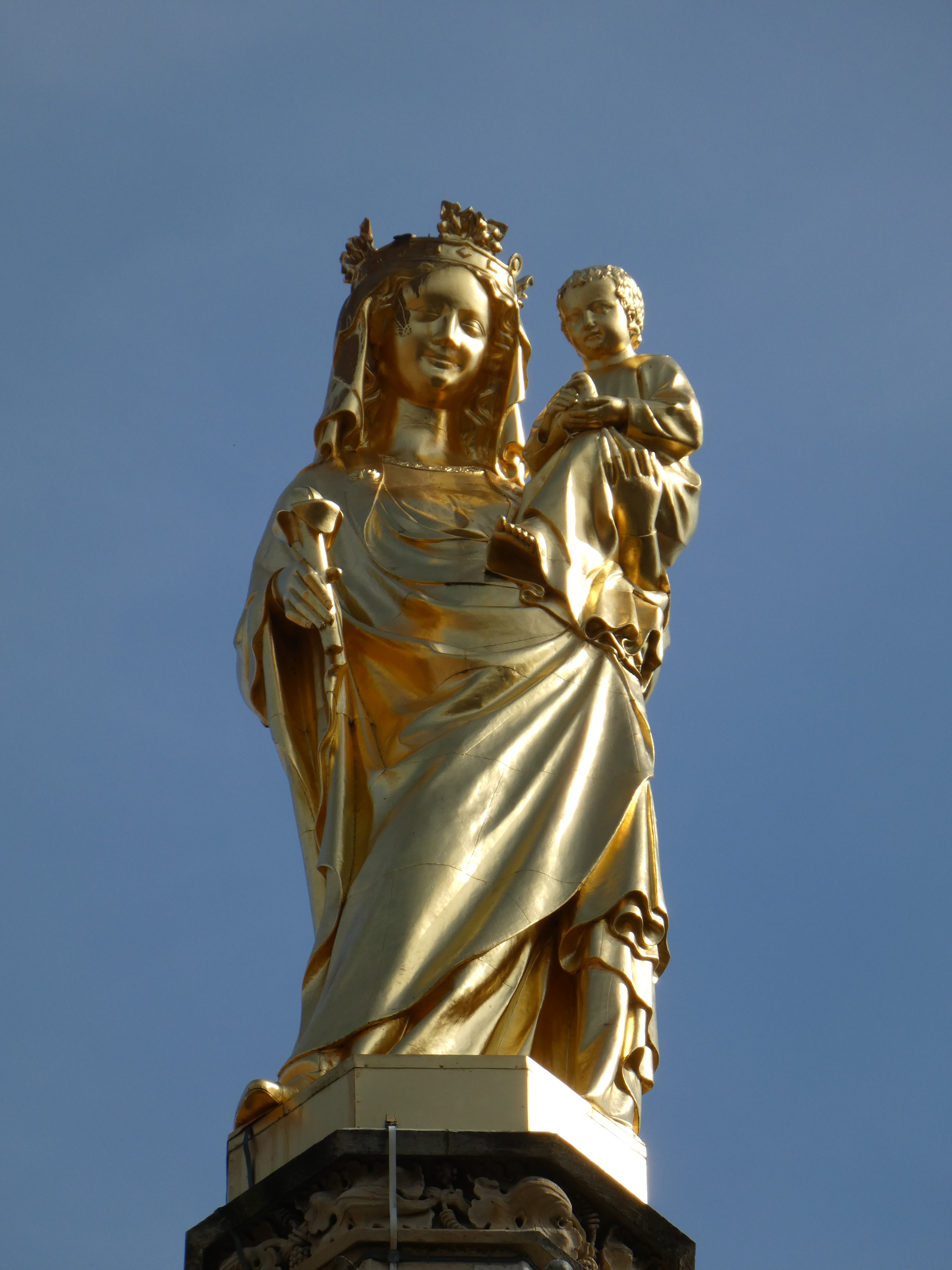